# 玛歇娜·卢莎
玛歇娜·卢莎（Masiela Lusha，1985年10月23日—），美国作家、演员、慈善家，因出演美剧《乔治·洛佩兹》（George Lopez）、电影《小夜刀：最后的吸血鬼》等而为人所熟知。作为作家，她翻译过特蕾莎修女的诗作与祷文，还用多种语言写过书。
卢莎的童年主要是在阿尔巴尼亚、匈牙利、奥地利等地度过的。她曾在维也纳学习过芭蕾舞，1993年时赴美国密歇根州定居，在那里她又继续学习了各种舞蹈。此后她因在华纳兄弟推出的连续剧《乔治·洛佩兹》中连续五年扮演主角卡门·洛佩兹（Carmen Lopez）而成名。她也因此在年仅20岁时就成为了一位经验丰富的演员。在这之后，她又接连出演《Muertas》、《Katie Malone》、《Ballad of Broken Angels》、《Summoning》、《A Father's Love》、《彗星时间》（Time of the Comet）、《小夜刀：最后的吸血鬼》（Blood: The Last Vampire）等电影，并连续两年获得青年艺术家奖 （Young Artist Awards）。2007年时卢莎成立了一家制片公司Illuminary Pictures，该公司已推出过两部影片。在其职业生涯中，她曾多次被列入各种“最佳着装”榜单。
作为一名作家，卢莎被认为是世界上最年轻的以两种语言出版书籍的作家。同时她被评为北美十大最具天赋诗人（Top Ten Talented Poets of North America）之一。她出版过四部诗集《Inner Thoughts》、《Drinking the Moon》、《Amore Celeste》、《The Call》，一部小说《The Besa》以及两本儿童读物《Boopity Boop! Goes To Hawaii》与《Boopity Boop! Writes Her First Poem》。她还曾用英语、阿尔巴尼亚语、德语写过和翻译过许多诗。
卢莎曾在不同国家居住的经历使她热衷于从事慈善事业。2006年，她创立了非营利性的世界儿童基金会（Children of the World Foundation），致力于为儿童提供食物、居所、教育等。她还捐出4万平方米的土地为基金会在南加州建立了第一座社区中心。